# سیارک ۱۹۳۶۴
سیارک ۱۹۳۶۴ (به انگلیسی: 19364 Semafor، نامگذاری:1997SM1) نوزده هزار و سیصد و شصت و چهارمین سیارک کشف شده‌است که در ۲۱ سپتامبر ۱۹۹۷ کشف شد.
قدر مطلق سیارک برابر ۳۲.۳ است.